# IC 4095
IC 4095 ist eine Spiralgalaxie  vom Hubble-Typ S im Sternbild Coma Berenices am Nordsternhimmel, die schätzungsweise 863 Millionen Lichtjahre von der Milchstraße entfernt ist. 

Im selben Himmelsareal befinden sich u. a. die Galaxien IC 4074, IC 4079, IC 4080, IC 4110.
Das Objekt wurde am 27. Januar 1904 von Max Wolf entdeckt.